# White House Honey Ale

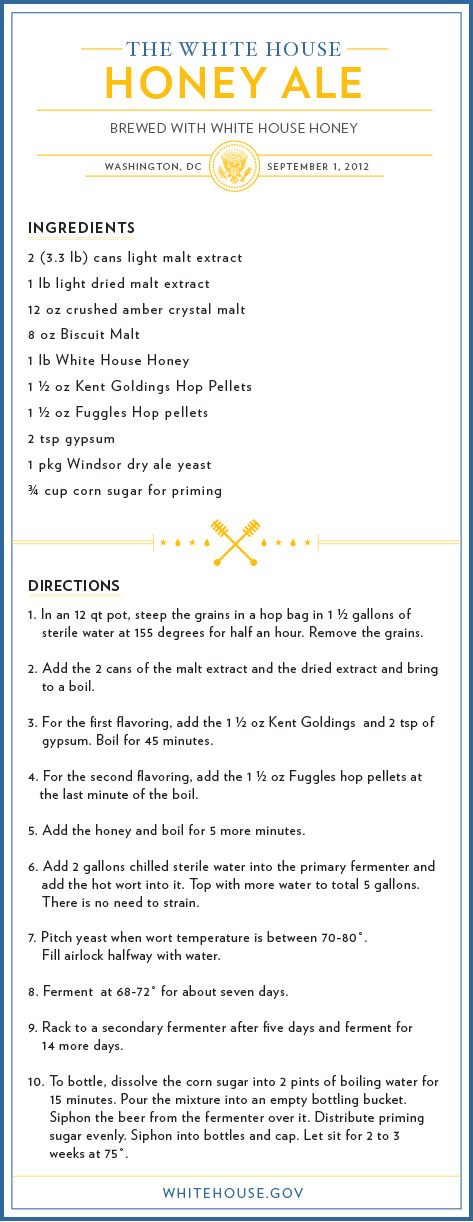
Recette de la bière au miel de la Maison-Blanche.

La bière au miel de la Maison-Blanche (en anglais White House Honey Ale) est une bière de type ale brassée pendant le mandat du président américain Barack Obama à partir de 2011.
En version blonde ou brune, elle est composée notamment de miel venant des ruches de la Maison-Blanche. Pendant la campagne pour sa réélection en 2012, le président a offert cette bière en cadeau suscitant la curiosité des journalistes et de certains Américains qui lancent une pétition pour en obtenir la recette. Quelques jours plus tard, le 1er septembre, la recette de la bière est diffusée sur Internet par la Maison-Blanche. Une version de type porter a également été brassée. 
Il s'agit de la première bière brassée directement à la Maison-Blanche, bien que d'autres présidents aient réalisé des boissons alcoolisées à l'instar de George Washington et Thomas Jefferson.